# 내자시
내자시(內資寺)는 호조에 속한 관서였다. 태조 1년 처음 설립 당시에는 내부시(內府寺)라 칭했으며 왕실의 재물을 넣어두던 부고(府庫)의 출납, 궁궐 내의 등을 밝히고 끄는 일을 담당하던 관서였으나, 태종 1년(1401) 내부시를 내자시로 고치고, 태종 3년 (1403)에는 의성고를 내자시에 병합하여 이 관서의 기능이 왕실의 부고 뿐 아니라 왕실에서 사용되는 쌀, 국수, 술, 간장, 기름, 꿀, 채소, 과일, 꽃 및 내연직조(內宴織造) 등도 관장하는 한편, 왕자를 낳은 왕비의 권초(捲草)를 봉안했다고 한다. 1405년 육조의 직무를 나눌 때 호조에 소속 시켰다.

## 구성[1]
| 품계  | 관직           | 정원 | 비고 |
| ----- | -------------- | ---- | ---- |
| 정3품 | 판사(判事)     | 2명  |      |
| 종3품 | 경(卿)         | 2명  |      |
| 종4품 | 소경(少卿)     | 2명  |      |
| 종6품 | 주부(注簿)     | 1명  |      |
| 종6품 | 겸주부(兼注簿) | 1명  |      |
| 종7품 | 직장(直長)     | 2명  |      |

## 참고 문헌
- 《조선왕조실록》